# Entandrophragma congoense
Espèce
Synonymes
- Leioptyx congoensis Pierre ex De Wild.[1]

Entandrophragma congoense est une espèce d'arbres de la famille des Méliacées.